# Edinson Cavani
Edinson Roberto Cavani Gómez (ur. 14 lutego 1987 w Salto) – urugwajski piłkarz, występujący na pozycji napastnika w argentyńskim klubie Boca Juniors oraz w reprezentacji Urugwaju. Zwycięzca Copa América 2011. Uczestnik Mistrzostw Świata 2010, 2014, 2018, 2022 i Copa América 2015, 2016, 2019, 2021.

## Kariera klubowa
Cavani pochodzi z miasta Salto, drugiego pod względem wielkości w Urugwaju. Swoją piłkarską karierę zaczynał jednak w stolicy kraju, Montevideo, w tamtejszym klubie Danubio. Grał w szkółce piłkarskiej tego klubu, a potem w drużynach młodzieżowych różnych szczebli, aż w 2006 roku trafił do pierwszego zespołu. W klubie Danubio zadebiutował w Primera División Uruguaya w wieku 19 lat. W lidze zagrał w 10 meczach i zdobył 4 gole, a z Danubio wygrał fazę Apertura. W styczniu 2007 po dobrej grze Cavaniego, zainteresowali się nim trenerzy Juventusu oraz A.C. Milan. Jednak 29 stycznia 2007 Cavani podpisał 4-letni kontrakt z inną włoską drużyną, US Palermo. W sezonie 2008/2009 w 35 meczach Serie A strzelił 14 goli. W lipcu 2010 roku podpisał kontrakt z drużyną SSC Napoli. W 2012 zdobył z Napoli Puchar Włoch, strzelając pięć goli w całej edycji. W sezonie 2012/13 został królem strzelców Serie A. Urugwajczyk strzelił 29 bramek. 16 lipca 2013 podpisał kontrakt z Paris Saint-Germain. Francuski klub zapłacił za Urugwajczyka 63 miliony euro.
5 października 2020 podpisał roczny kontrakt z opcją przedłużenia o kolejny rok z Manchesterem United. W nowym klubie zadebiutował 24 października 2020 roku w zremisowanym 0:0 meczu przeciwko Chelsea, zmieniając w 58 minucie spotkania Daniela Jamesa. Swoją pierwszą bramkę dla Manchesteru United strzelił 7 listopada 2020 w wygranym 1:3 meczu przeciwko Evertonowi. 22 maja 2022 roku Ralf Rangnick ogłosił, że sezon 2021/22 był ostatnim sezonem Cavaniego w barwach Manchesteru United.
29 sierpnia 2022, Valencia ogłosiła pozyskanie Cavaniego, który podpisał 2-letni kontrakt. W ekipie Nietoperzy zadebiutował 17 września w wygranym 3:0 meczu Primera División przeciwko drużynie Celty Vigo.
29 lipca 2023 poinformowano, że Cavani rozwiązał kontrakt z Valencią i przenosi się do argentyńskiego klubu Boca Juniors, gdzie Urugwajczyk podpisał kontrakt do 31 grudnia 2024 roku. 9 sierpnia zadebiutował w nowym klubie w meczu Copa Libertadores z Nacionalem. 19 sierpnia strzelił premierową bramkę dla argentyńskiego zespołu, trafiając w wygranym 3:1 meczu przeciwko Platense.

## Kariera reprezentacyjna
W styczniu 2007 został powołany do młodzieżowej reprezentacji Urugwaju U-20 na Młodzieżowe Mistrzostwa Ameryki Południowej. Z Urugwajem zajął 3. miejsce, co dało awans na Młodzieżowe Mistrzostwa Świata, a z 7 golami został królem strzelców turnieju. W seniorskiej reprezentacji Cavani zadebiutował 6 lutego 2008 roku w zremisowanym 2:2 meczu z Kolumbią. W debiucie strzelił bramkę. W 2010 roku zdobył z reprezentacją Urugwaju czwarte miejsce na mistrzostwach świata. Z reprezentacją wygrał Copa América 2011, w turnieju zagrał w trzech spotkaniach przez łącznie 149 minut. W 2013 Cavani wraz z reprezentacją Urugwaju wystąpił w Pucharze Konfederacji, w którym reprezentacja Urugwaju doszła do 1/2 rozgrywek. Cavani w 4 meczach strzelił 3 bramki, z czego dwie w półfinale rozgrywek. W eliminacjach do Mistrzostw Świata w 2014 strzelił 5 bramek. Skromny dorobek bramkowy Cavaniego nie przełożył się na bezpośredni awans na mundial, więc reprezentacja Urugwaju musiała zagrać dwumecz z reprezentacją Jordanii. Urugwaj wygrał baraż interkontynentalny, w którym Cavani strzelił jedną bramkę. W 2015 roku Cavani został powołany na turniej Copa America, podczas którego zagrał we wszystkich 4 meczach Urugwaju, w których nie strzelił ani jednej bramki. Urugwaj zakończył turniej na 1/4 rozgrywek. W 2016 Cavani zagrał we wszystkich 3 meczach Urugwaju na Copa America 2016, w których nie strzelił ani jednej bramki. Urugwaj zakończył udział w tym turnieju na fazie grupowej.
Ostatni mecz w reprezentacji Urugwaju rozegrał na Mistrzostwach Świata w 2022 roku w ostatnim meczu fazy grupowej przeciwko reprezentacji Ghany. Spotkanie zakończyło się zwycięstwem Urugwajczyków wynikiem 2:0, a Cavani rozegrał 24 minuty meczu. Po tym meczu Urugwaj odpadł z turnieju po rozegraniu trzech meczów w fazie grupowej.

## Statystyki

### Klubowe
(aktualne na 18 marca 2023)
| Klub                | Sezon              | Liga  | Liga   | Puchar kraju | Puchar kraju | Puchar ligi | Puchar ligi | Kontynentalne | Kontynentalne | Inne  | Inne   | Suma  | Suma   |
| Klub                | Sezon              | Mecze | Bramki | Mecze        | Bramki       | Mecze       | Bramki      | Mecze         | Bramki        | Mecze | Bramki | Mecze | Bramki |
| ------------------- | ------------------ | ----- | ------ | ------------ | ------------ | ----------- | ----------- | ------------- | ------------- | ----- | ------ | ----- | ------ |
| Danubio             | 2005/2006          | 10    | 4      | 5            | 3            | —           | —           | —             | —             | —     | —      | 15    | 7      |
| Danubio             | 2006/2007          | 15    | 5      | —            | —            | —           | —           | —             | —             | —     | —      | 15    | 5      |
| Danubio             | Suma               | 25    | 9      | 5            | 3            | 0           | 0           | 0             | 0             | 0     | 0      | 30    | 12     |
| US Palermo          | 2006/2007          | 7     | 2      | —            | —            | —           | —           | —             | —             | —     | —      | 7     | 2      |
| US Palermo          | 2007/2008          | 33    | 5      | 2            | 0            | —           | —           | 2             | 0             | —     | —      | 37    | 5      |
| US Palermo          | 2008/2009          | 35    | 14     | 1            | 1            | —           | —           | —             | —             | —     | —      | 36    | 15     |
| US Palermo          | 2009/2010          | 34    | 13     | 3            | 2            | —           | —           | —             | —             | —     | —      | 37    | 15     |
| US Palermo          | Suma               | 109   | 34     | 6            | 3            | 0           | 0           | 2             | 0             | 0     | 0      | 117   | 37     |
| SSC Napoli          | 2010/2011          | 35    | 26     | 2            | 0            | —           | —           | 10            | 7             | —     | —      | 47    | 33     |
| SSC Napoli          | 2011/2012          | 35    | 23     | 5            | 5            | —           | —           | 8             | 5             | —     | —      | 48    | 33     |
| SSC Napoli          | 2012/2013          | 34    | 29     | 1            | 1            | —           | —           | 7             | 7             | 1     | 1      | 43    | 38     |
| SSC Napoli          | Suma               | 104   | 78     | 8            | 6            | 0           | 0           | 25            | 19            | 1     | 1      | 138   | 104    |
| Paris Saint-Germain | 2013/2014          | 30    | 16     | 2            | 1            | 3           | 4           | 8             | 4             | 0     | 0      | 43    | 25     |
| Paris Saint-Germain | 2014/2015          | 35    | 18     | 4            | 4            | 3           | 3           | 10            | 6             | 1     | 0      | 53    | 31     |
| Paris Saint-Germain | 2015/2016          | 32    | 19     | 5            | 2            | 4           | 1           | 10            | 2             | 1     | 1      | 52    | 25     |
| Paris Saint-Germain | 2016/2017          | 36    | 35     | 3            | 2            | 3           | 4           | 8             | 8             | 0     | 0      | 50    | 49     |
| Paris Saint-Germain | 2017/2018          | 32    | 28     | 5            | 3            | 2           | 2           | 8             | 7             | 1     | 0      | 48    | 40     |
| Paris Saint-Germain | 2018/2019          | 21    | 18     | 3            | 2            | 2           | 1           | 7             | 2             | 0     | 0      | 33    | 23     |
| Paris Saint-Germain | 2019/2020          | 14    | 4      | 2            | 2            | 1           | 0           | 3             | 1             | 1     | 0      | 22    | 7      |
| Paris Saint-Germain | Suma               | 200   | 138    | 24           | 16           | 19          | 15          | 54            | 30            | 4     | 1      | 301   | 200    |
| Manchester United   | 2020/2021          | 26    | 10     | 3            | 0            | 1           | 1           | 9             | 6             | —     | —      | 39    | 17     |
| Manchester United   | 2021/2022          | 15    | 2      | 1            | 0            | 0           | 0           | 4             | 0             | —     | —      | 20    | 2      |
| Manchester United   | Suma               | 41    | 12     | 4            | 0            | 1           | 1           | 13            | 6             | 0     | 0      | 59    | 19     |
| Valencia            | 2022/2023          | 25    | 5      | 2            | 2            | —           | —           | —             | —             | 1     | 0      | 28    | 7      |
| Łącznie w karierze  | Łącznie w karierze | 504   | 276    | 49           | 30           | 20          | 16          | 94            | 55            | 6     | 2      | 673   | 379    |

### Reprezentacyjne
(aktualne na 2 grudnia 2022)
| Reprezentacja | Rok     | Mecze | Bramki |
| ------------- | ------- | ----- | ------ |
| Urugwaj       |         |       |        |
| 2008          | 4       | 1     |        |
| 2009          | 8       | 0     |        |
| 2010          | 12      | 7     |        |
| 2011          | 12      | 2     |        |
| 2012          | 9       | 3     |        |
| 2013          | 15      | 7     |        |
| 2014          | 10      | 4     |        |
| 2015          | 8       | 4     |        |
| 2016          | 11      | 9     |        |
| 2017          | 9       | 3     |        |
| 2018          | 11      | 6     |        |
| 2019          | 7       | 4     |        |
| 2020          | 2       | 1     |        |
| 2021          | 8       | 2     |        |
| 2022          | 10      | 5     |        |
| Ogólnie       | Ogólnie | 136   | 58     |

## Sukcesy

### Danubio
- Mistrzostwo Urugwaju: 2006/2007

### SSC Napoli
- Puchar Włoch: 2011/2012

### Paris Saint-Germain
- Mistrzostwo Francji: 2013/2014, 2014/2015, 2015/2016, 2017/2018, 2018/2019, 2019/2020
- Puchar Francji: 2014/2015, 2015/2016, 2016/2017, 2017/2018
- Puchar Ligi Francuskiej: 2013/2014, 2014/2015, 2015/16, 2016/2017, 2017/2018
- Superpuchar Francji: 2014, 2015, 2017, 2019

### Reprezentacyjne
- Copa América: 2011

### Indywidualne
- Król strzelców Serie A: 2012/2013 (29 goli)
- Król strzelców Ligue 1: 2016/2017 (35 goli), 2017/2018 (28 goli)
- Król strzelców Pucharu Włoch: 2011/2012 (5 goli)
- Król strzelców Pucharu Francji: 2014/2015 (4 gole)
- Król strzelców Pucharu Ligi Francuskiej: 2013/2014 (4 gole), 2014/2015 (3 gole), 2016/2017 (4 gole)
- Król strzelców Mistrzostw Ameryki Południowej U-20: 2007 (7 goli)
- Król strzelców południowoamerykańskich eliminacji MŚ 2018: 2018 (10 goli)
- Najlepszy strzelec na świecie w rozgrywkach klubowych w jednym roku kalendarzowym: 2017 (50 goli)[b]

### Wyróżnienia
- Golden Foot: 2018[29]
- Zawodnik sezonu Ligue 1: 2016/2017[30]
- Najlepszy zagraniczny zawodnik Ligue 1: 2017[31]
- Drużyna sezonu Ligi Europy UEFA: 2020/2021[32]
- Drużyna sezonu Serie A: 2010/2011[33], 2011/2012[34], 2012/2013[35]
- Drużyna sezonu Ligue 1: 2013/2014[36], 2016/2017[37], 2017/2018[38]
- Drużyna sezonu European Sports Media: 2016/2017[39]